# کتی‌لته
کتی لته، روستایی است از توابع بخش نارنجستان شهرستان سوادکوه شمالی در استان مازندران ایران.

## جمعیت
این روستا در دهستان هتکه قرار دارد و براساس سرشماری مرکز آمار ایران در سال ۱۳۹۰، جمعیت آن ۵۰۰ نفر (۱۷۸خانوار) بوده‌است. مردم این روستا به زبان طبری گویش میکنند.